# Leptostigma
Leptostigma es un género con seis especies de plantas con flores perteneciente a la familia de las rubiáceas.
Es nativo desde Australia, Nueva Zelanda y los Andes.

## Taxonomía
El género fue descrito por George Arnott Walker Arnott y publicado en Journal of Botany, being a second series of the Botanical Miscellany 3: 270. 1841. La especie tipo es: Leptostigma arnottianum Walp.

## Especies
- Leptostigma arnottianum Walp. (1846).
- Leptostigma longiflorum (Standl.) Fosberg (1982).
- Leptostigma pilosum (Benth.) Fosberg (1982).
- Leptostigma reptans (F.Muell.) Fosberg (1982).
- Leptostigma setulosum (Hook.f.) Fosberg (1982).
- Leptostigma weberbaueri Fosberg (1982).